# Grubeopolynoe semenovi
Grubeopolynoe semenovi är en ringmaskart som först beskrevs av Annenkova 1937.  Grubeopolynoe semenovi ingår i släktet Grubeopolynoe och familjen Polynoidae. Inga underarter finns listade i Catalogue of Life.